# مارك ميتشر
مارك ميتشر (بالإنجليزية: Marc Mitscher)‏‏ (26 يناير 1887 في ويسكونسن - 3 فبراير 1947 في نورفولك، فيرجينيا) ضابط، وطيار من الولايات المتحدة.

## الجوائز
- وسام الاستحقاق الأمريكي برتبة فيلق
- صليب البحرية
- عضوية الشرف في قاعة الطيران الوطنية  [لغات أخرى]‏
- Officer of the Military Order of the Tower and Sword ‏